# ガールズ&パンツァー 劇場版
『ガールズ&パンツァー 劇場版』（ガールズ アンド パンツァー げきじょうばん、GIRLS und PANZER der FILM）は、アクタス制作による日本のアニメーション映画。2015年11月21日にショウゲートの配給により公開された。上映時間は119分。
戦車道の全国大会で優勝を目指す女子高生たちの奮闘を描いたテレビアニメ『ガールズ&パンツァー』の完全新作映画で、テレビアニメ最終話の続きとなる全国大会の後日談を描いている。キャッチコピーは「取り戻せ―」「大洗女子学園、決断の時― 新たな試合（）が始まる！」。

## あらすじ
大会で優勝し、廃校を免れ平穏な日常が戻ってきた大洗女子学園。 大洗町では優勝を記念したエキシビションマッチが開催され、大洗女子学園と知波単学園の混成チームと聖グロリアーナ女学院とプラウダ高校の混成チームによる試合が行われていた。
試合を終えて、参加者たちは親交を深めていた。そんな時、生徒会長の杏が「急用」で学園艦に呼び戻される。そのことをいぶかしく思いつつも大洗女子学園の面々は学園艦へ戻るが、彼女たちが目にしたものは立ち入り禁止の札が貼られた学園の門であった。
彼女たちは文部科学省の学園艦教育局担当官から、「優勝すれば廃校を免れる」というのは可能性でかつ口約束であり、検討はしたものの廃校の撤回はできなかったという事実を告げられる。戦車道チームのメンバーたちはこのことに対して抗議の声を上げようとするが、周囲に迷惑をかけられないという杏の言葉に諭され、学園艦からの退去を泣く泣く承諾する。
生徒たちは転校先が決まるまで分散して生活を送ることになるが、戦車道履修者に限り、共同生活を送ることとなる。そんな中、杏は密かに文部科学省の担当者と交渉していた。そして日本戦車道連盟や、みほの母であり西住流戦車道家元・しほの後ろ盾を得て、天才少女と呼ばれる島田流戦車道家元の娘・島田愛里寿率いる大学選抜チームに勝利すれば、今度こそ廃校を撤回するという確約を得る。しかし試合内容は参加可能台数の上限が30輌と設定され、勝敗もフラッグ戦ではなく殲滅戦とされる。それは戦車が8輌しかない大洗女子チームにとって厳しすぎる条件であった。
試合前夜、それぞれで明日の試合に備える大洗女子学園戦車道チーム。同じ頃、聖グロリアーナ女学院のダージリンがモールス信号で「お茶会」の開催を各校へ発信していた。夜が明け、試合が始まろうとしたその時、黒森峰女学園の西住まほと逸見エリカが保有戦車ごと大洗女子学園に『転校』してくる。さらにサンダース大付属高校、聖グロリアーナ女学院、プラウダ高校、アンツィオ高校といったかつての対戦相手に加えて知波単学園や継続高校も続々と『転校』し、チームに合流。強力な援軍を得たみほたち大洗女子学園戦車道チームは、自分たちの学園を取り戻すべく大学選抜チームに挑む。

## 音響へのこだわり
本作は、音響にこだわりを持った上映を行っている上映館が非常に多いことが特徴である。
きっかけは、独自の音響システムおよび高性能サブウーファーを導入している東京都立川市のシネマシティ（シネマ・ツー aスタジオ、bスタジオ）における上映である。ここはもともと「極上音響上映」「極上爆音上映」といった音にこだわる上映を行うことで有名だが、本作を「極上爆音上映」で上映したいという劇場側の申し出に対し、劇場版の音響チームが現地に赴き音響調節を行った。音響監督の岩浪美和が「センシャラウンドファイナル」と名付けた「極上爆音上映」は来場者やファンの間で大きな話題となり、一時は平日上映でも座席の確保が困難になるほどの活況を呈し、シネマシティはファンの間で「劇場版の聖地」と呼ばれるまでになる。
また、マサラ上映で知られる兵庫県尼崎市の塚口サンサン劇場では、マサラ上映などのイベント上映の他に大口径サブウーファーを使用し、岩浪が調整を行った「重低音轟撃上映」を実施。岩浪たち音響チームは、他にも日本初のTHX認定スクリーンのイオンシネマ海老名7番スクリーンや日本最先端のULTIRAドルビーアトモス9.1チャンネル対応のイオンシネマ幕張新都心、日本で唯一のimm SOUND対応シアターを持つシネマサンシャイン平和島、シネプレックス水戸やシネマサンシャイン平和島の4DX対応スクリーンなど、数多くの劇場に足を運んで調整を実施している。
本作はもともと派手な砲撃音や爆発音など、映画館での上映と非常に親和性の高い音源を持つ作品であるが、自宅では再現することが困難な大音響を映画館で体感したり、映画館ごとに異なる特色ある音響を聴き比べるためにファンが映画館に何度も足を運んだことが本作ヒットの要因の一つになったのではないかという分析もある。

## 興行成績
2015年11月21日にショウゲートの配給により全国77館で封切され、小規模上映ながら2015年11月21日・22日の土日2日間で観客動員数8万4752人、興行収入1億2,843万8,980円となり、封切週の映画観客動員ランキングで第2位、興行収入ランキングで第1位を獲得した（いずれも興行通信社調べ）。また、ぴあの調査による初日満足度ランキングでは満足度92.9点を獲得して第1位となっている。
上記のとおり、小規模ロードショーのアニメ映画作品としては興行収入・観客動員ともに比較的順調に推移していたが、口コミやtwitterで作品の評判が広まり、また何度も映画館に足を運ぶリピーターが続出。2016年2月には当初予定されていなかった4DXでの上映も開始され、それに伴って公開する映画館・興行収入・観客動員も伸びていき、3月9日には興行収入15億円、累計観客動員数100万人を突破。封切27週目となる5月21日からは劇場版のBlu-ray/DVD発売を記念して、来場者特典を伴う153館（うち新規上映38館）という異例の大規模再上映を実施し、この週の動員ランキングで再びベスト10圏内となる9位にランクインしている。映像ソフト発売後も一部の映画館では新規上映や再上映が続き、中にはシネマシティのように封切初日から1年以上経過した2016年11月25日までの370日という長期間にわたって上映を行った映画館も存在するロングラン作品となった。
シネマシティの上映終了に伴い、2016年11月に確定した最終興行収入は24億4084万9294円、最終観客動員数は142万1237人となった。興業収入は深夜アニメを発祥とする劇場版アニメ作品としては、『ラブライブ!The School Idol Movie』に次ぐ歴代第2位である。
なお、シネマシティでは終了の2日後にはリバイバルとして断続的に上映を行うことを発表し、12月2日より上映を再開。また、毎年元日午前0時から上映するユナイテッド・シネマ水戸をはじめ、イオンシネマ幕張新都心やイオンシネマ名古屋茶屋など、その他の映画館でもリバイバル上映が断続的に行われている。
2017年8月14日のガールズ＆パンツァー公式ブログでは、同13日に興行収入が25億円を突破（累計動員：145万4048人、累計興行収入：25億197万524円）したことが報告された。

## 評価・受賞
2016年5月27日に発売されたBlu-ray Discは、6月6日付のオリコン週間BD総合ランキングで1位を獲得し、邦画アニメのBDでは歴代4位となる16.2万枚の初週売上を記録。
2016年5月25日、第25回日本映画批評家大賞のアニメ部門にて本作がサンクチュアリ作品賞、主演の渕上舞が新人声優賞を受賞。
2016年6月27日、第23回茨城新聞広告賞にて劇場公開直前の2015年11月15日に掲載した記事が優秀企画賞を受賞。
2016年7月9日、第47回星雲賞メディア部門を受賞。
2016年12月1日、第34回ゴールデングロス賞全興連特別賞を受賞。
2016年12月2日、本作品の感想「ガルパンはいいぞ」が2016年度の第10回アニメ流行語大賞銀賞（第2位）を受賞。
2017年1月12日、まちの観光を活性化させた作品と地域に贈られる、第7回ロケーションジャパン大賞 地域の変化部門を受賞。

## スタッフ
- 監督 - 水島努
- 脚本 - 吉田玲子
- 考証・スーパーバイザー - 鈴木貴昭
- キャラクター原案 - 島田フミカネ
- キャラクター原案協力 - 野上武志
- キャラクターデザイン・総作画監督 - 杉本功
- ミリタリーワークス - 伊藤岳史
- ゲストメカデザイン - 明貴美加
- プロップデザイン - 竹上貴雄、小倉典子、牧内ももこ、鈴木勘太
- 演出 - 藤井辰己、小林敦、水島努
- 絵コンテ - 水島努、小林敦
- 作画監督 - 杉本功、藤本悟、山口飛鳥、実原登、普津澤時ヱ門、伊藤岳史
- メカ作画監督 - 伊藤岳史、吉本雅一
- エフェクト作画監督 - 阿部宗孝
- 美術設定 - 大平司、長尾仁
- 美術監督 - 岩瀬栄治、本田敏恵、羽根広舟、高橋忍、片野坂悟一、片岡一巳
- モデリング原案 - 原田敬至、ArKpilot
- 撮影監督 - 関谷能弘、朴孝圭
- 編集 - 吉武将人
- 3D監督 - 柳野啓一郎
- 3DCGI - グラフィニカ
- 音響監督 - 岩浪美和
- 音響効果 - 小山恭正
- 音楽 - 浜口史郎
- 音楽プロデューサー - 関根陽一
- チーフプロデューサー - 湯川淳、伊藤善之、小岐須泰世、深尾聡志、堂下律明、石垣毅
- プロデューサー - 杉山潔、松村起代子、京谷知美、西川和良、林洋平、菅原慎一
- アニメーションプロデューサー - 丸山俊平
- アニメーション制作 - アクタス
- 製作 - バンダイビジュアル、ランティス、博報堂DYメディアパートナーズ、博報堂DYミュージック&ピクチャーズ、ムービック、キュー・テック
- 配給 - ショウゲート

## 主題歌
主題歌「piece of youth」
作詞・歌 - ChouCho / 作曲・編曲 - 酒井陽一
イメージソング「GloryStory」
作詞・歌 - ChouCho / 作曲 - 田村ジュン / 編曲 - 酒井陽一

## テレビ放送局
1時間59分の映画を約2時間枠にてCM込みで放送ということもあり、入浴シーンなど一部のシーンがカットされていた。
| 放送期間       | 放送時間           | 放送局       | 対象地域 | 備考                     |
| -------------- | ------------------ | ------------ | -------- | ------------------------ |
| 2017年11月23日 | 木曜 18:30 - 20:30 | サンテレビ   | 兵庫県   | 『シネマ・スタジアム』枠 |
| 2017年12月2日  | 土曜 19:00 - 20:55 | KBS京都      | 京都府   | テレビアニメ本編は未放送 |
|                | 土曜 20:00 - 21:57 | BS11         | 日本全域 | BS放送                   |
| 2017年12月3日  | 日曜 19:00 - 20:56 | TOKYO MX     | 東京都   |                          |
| 2019年2月3日   | 日曜 25:25 - 27:21 | 高知放送     | 高知県   | テレビアニメ本編は未放送 |
| 2019年5月4日   | 土曜 19:00 - 21:00 | とちぎテレビ | 栃木県   | 『土曜スペシャル』枠     |

## ラジオ

### ガールズ&パンツァーRADIO ウサギさんチーム、訓練中！
劇場版アニメを盛り上げるために、2015年1月30日から音泉、ランティスウェブラジオ、アニメイトTVにて隔週金曜日に配信された。同年7月4日から毎週土曜日に配信更新日が変更され、茨城放送でも毎週土曜日21時30分にて放送開始された。2015年12月26日にアニメイトTVと茨城放送で配信と放送が終了した。2016年1月8日から隔週金曜日に配信更新日が変更、同年5月6日からは毎週金曜日に配信更新日が変更された。2016年5月27日に音泉とランティスウェブラジオにて最終回を迎えた。全50回。2017年1月27日に音泉にてSP回として復活配信された。
パーソナリティは、竹内仁美（澤梓役）・中里望（山郷あゆみ役）・多田このみ（阪口桂利奈役）・山岡ゆり（宇津木優季役）・秋奈（大野あや役）の5名の「ウサギさんチーム選抜部隊」が全員、もしくは数名で入れ替わりながら担当する。コーナー出演は小松未可子（丸山紗希役）。
ゲスト
- 第5回：渕上舞（西住みほ役）
- 第6回：井口裕香（冷泉麻子役）
- 第7回：茅野愛衣（武部沙織役）
- 第10回：佐咲紗花
- 第14回：吉岡麻耶（近藤妙子役）、桐村まり（河西忍役）、中村桜（佐々木あけび役）、コメント出演・菊地美香（磯辺典子役）
- 第18回：中上育実（秋山優花里役）
- 第22回：尾崎真実（五十鈴華役）
- 第24回：高橋美佳子（小山柚子役）
- 第30回：上坂すみれ（ノンナ役）
- 第33回：ChouCho
- 第41回：井上優佳（左衛門佐役）
- 第42回：井澤詩織（園みどり子〈そど子〉 / 後藤モヨ子〈ゴモヨ〉 / 金春希美〈パゾ美〉 役）
- 第44回：福圓美里（角谷杏役）
- 第45回：植田佳奈（河嶋桃役）
- 第46回：瀬戸麻沙美（西絹代役）
- 第49回：井上優佳（左衛門佐役）

コーナー
- ガルパン大喜利
- 先輩たち、教えてくださ〜い！
- ガールズ&パンツァーの歩き方
- 勉強、がんばります！
- 小松未可子のガルパンクイズ
- 武部流恋愛道
- 眼鏡割れちゃったけど、大丈夫でーす！
- 取り戻せ
- 大洗女子・勝手に文化祭
- 澤梓の「西住隊長のとこ、絶対向かわせちゃいけない！」
- 山郷あゆみの「リスだよ」クイズ
- 宇津木優季の「ホント、バカだな〜♪」
- 阪口桂利奈の「あい、あい、あーい！」

### ガールズ&パンツァーRADIO ウサギさんチーム、まだまだ訓練中！
劇場版アニメ（最終章）を盛り上げるために、2017年4月28日から2018年2月23日まで音泉にて隔週金曜日に配信された。
パーソナリティは、竹内仁美・中里望・多田このみ・山岡ゆり・秋奈の5名の「ウサギさんチーム選抜部隊」が全員、もしくは数名で入れ替わりながら担当する。コーナー出演は小松未可子。

### ガールズ&パンツァーRADIO ウサギさんチーム、もっともっと訓練中！
2019年5月17日から音泉にて隔週金曜日に配信される。

### 『蒼き鋼のアルペジオ -アルス・ノヴァ-』とのコラボ
『劇場版 蒼き鋼のアルペジオ -アルス・ノヴァ- Cadenza』と本作の劇場版の公開が前後し、両作品に渕上舞が出演していることからコラボレーションが実現した。
2015年の東京ゲームショウでは『World of Tanks』や『World of Warships』で両作品とのコラボレーションが実施され、みほと『蒼き鋼のアルペジオ』に登場するイオナの衣装を交換したイラストも描かれている。
蒼きラジオのアルペジオ改〜アルパン！イオナが西住みほと海で出会った〜
2015年11月7日に音泉で配信。『蒼き鋼のアルペジオ』をメインとした作りのラジオ番組。
パーソナリティは渕上舞（『蒼き鋼のアルペジオ』イオナ役、西住みほ役）、沼倉愛美（『蒼き鋼のアルペジオ』タカオ役）、中上育実（秋山優花里役）。
ガールズ&パンツァーRADIO〜ガルペジオ！西住みほがイオナと陸で出会った〜
2015年11月28日に音泉で配信。本作をメインとした作りのラジオ番組。
パーソナリティは渕上舞、井口裕香（冷泉麻子役）、山村響（『蒼き鋼のアルペジオ』ハルナ役）。
ガールズ&パンツァーRADIO&蒼きラジオのアルペジオ改」コラボラジオ ガールズ&パンツァーRADIO〜ガルペジオ！西住みほがイオナと公録で出会った〜
2016年2月21日に有楽町朝日ホールで開催された公開録音。音源は同年2月27日に音泉で配信。
出演者は渕上舞、茅野愛衣（武部沙織役）、沼倉愛美。

## 関連商品
劇場版本編BD・DVDは2016年5月にバンダイビジュアルより発売されている。

### シネマティック・コンサート
2017年12月に発売された。2017年7月9日、パシフィコ横浜国立大ホールにて開催された、劇場版をオーケストラ（東京フィルGuPオーケストラ）による劇伴音楽の生演奏に差し替えて上映したイベントをBDとCDでダブルリリース。BDは演奏と上映の模様ほか、特典映像などを別途に収録。

### CD
| 発売日         | タイトル                                                             | 規格品番       |
| -------------- | -------------------------------------------------------------------- | -------------- |
| 2015年9月30日  | ラジオCD「ガールズ&パンツァーRADIO ウサギさんチーム、訓練中！」Vol.1 | TBZR-0429/0430 |
| 2015年10月28日 | ガールズ&パンツァー ドラマCD4 月刊戦車道CD 戦車女子特集します！      | LACA-15519     |
| 2015年11月18日 | ガールズ&パンツァー 劇場版 オリジナルサウンドトラック                | LACA-9430/1    |
| 2015年11月25日 | piece of youth                                                       | LACM-14421     |
| 2015年12月2日  | タンソンミニアルバム                                                 | LACA-15529     |
| 2016年1月27日  | ラジオCD「ガールズ&パンツァーRADIO ウサギさんチーム、訓練中！」Vol.2 | TBZR-0568/0569 |
| 2016年3月30日  | ラジオCD「ガールズ&パンツァーRADIO ウサギさんチーム、訓練中！」Vol.3 | TBZR-0605/0606 |
| 2016年5月11日  | ガールズ&パンツァー ドラマCD5 新しい友達ができました！               | LACA-15548     |
| 2016年7月27日  | ラジオCD「ガールズ&パンツァーRADIO ウサギさんチーム、訓練中！」Vol.4 | TBZR-0648/0649 |

### 漫画
伊能高史による劇場版のコミカライズ『ガールズ＆パンツァー 劇場版 Variante』が、『コミックフラッパー』（KADOKAWA）にて2016年9月号から2022年9月号まで連載されていた。物語は本編基準だが、各ストーリーにおいて他の大洗メンバーや各校のキャラクターなどの描写が多いのが特徴的。全8巻。
- 『ガールズ&パンツァー 劇場版 ハートフル・タンク・アンソロジー』、KADOKAWA〈MFコミックス アライブシリーズ〉
  1. 2016年5月23日発売、ISBN 978-4-04-068285-3

### 書籍
- 『ガールズ&パンツァーWalker』、KADOKAWA、2016年6月30日発売、ISBN 978-4-04-895539-3
- 『ガールズ&パンツァー 劇場版 コンプリートブック』、学研プラス、2016年7月1日発売、ISBN 978-4-05-406457-7
- 『ガルパン・アルティメット・ガイド 劇場版&アンツィオ戦OVA』、廣済堂出版、2016年7月12日発売、ISBN 978-4331803356

### ボードゲーム
- 『ぱんつぁー・ふぉー2 戦車道ボードゲーム』、国際通信社、ゲームデザイン堀場亙、2,400円+税、2016年12月21日発売、[32] ISBN 978-4434227912